# Twin Falls (Idaho)

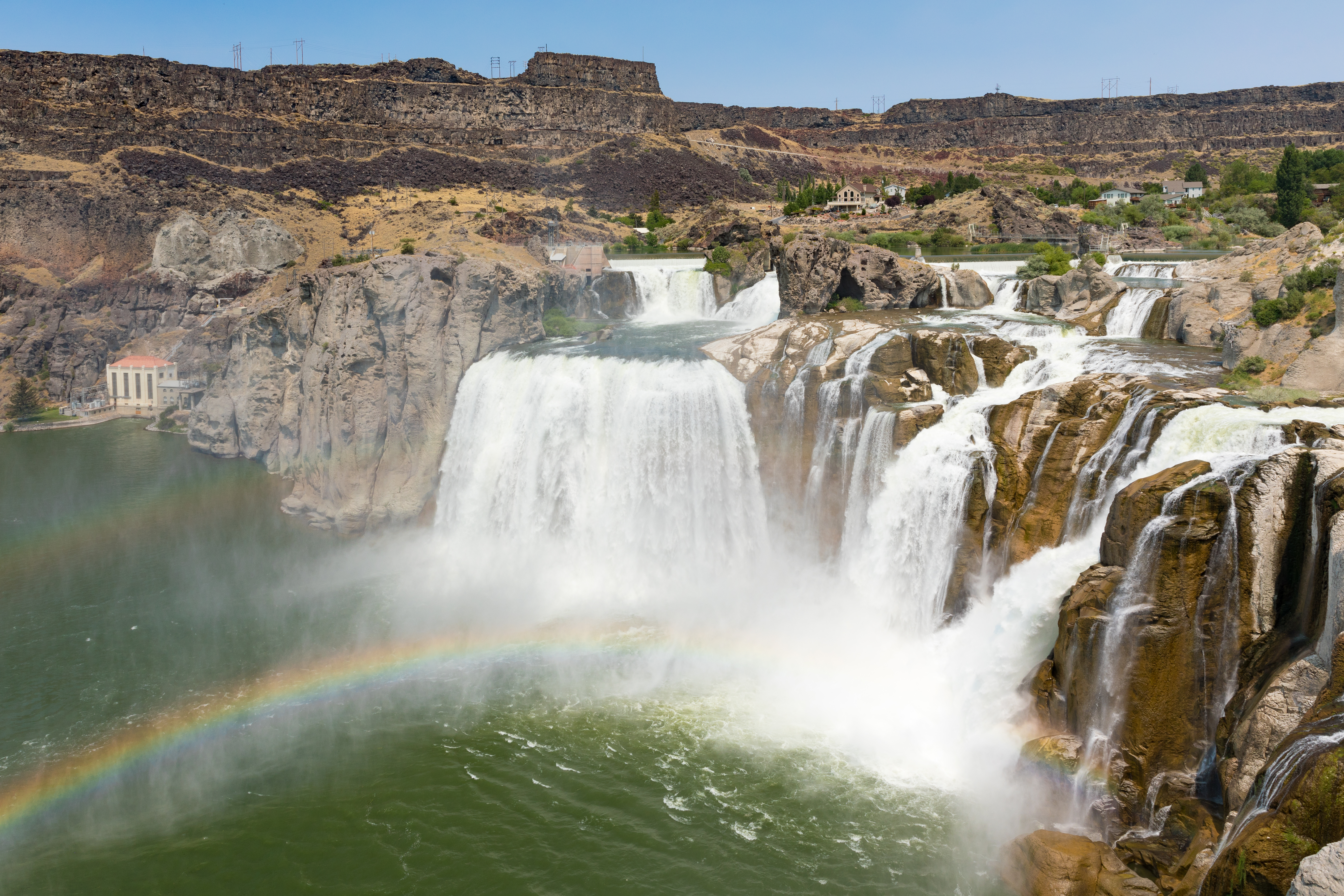
Wodospad Shoshone w pobliżu miasta

Twin Falls – miasto w Stanach Zjednoczonych, w stanie Idaho, nad rzeką Snake. Siedziba administracyjna hrabstwa Twin Falls. Z populacją 54,3 tys. mieszkańców, jest 8. co do wielkości miastem stanu. Obszar metropolitalny zamieszkuje 118,6 tys. mieszkańców.
Zakład należący do Chobani w Twin Falls, jest największym zakładem produkującym jogurty na świecie. 
Nazwa miejscowości pojawia się w książce Bastion Stephena Kinga.

## Demografia
Populacja miasta wzrosła o 17,4% w latach 2010–2020. Skład rasowy głównego miasta wygląda następująco: 76,6% biali nielatynoscy, 15,1% Latynosi, 8,1% rasy mieszanej, 2,5% Azjaci, 0,8% czarni lub Afroamerykanie i 0,4% rdzenna ludność Ameryki. 

## Ludzie urodzeni w Twin Falls
- Mark Felt (1913–2008) – agent specjalny FBI